# Ну что тебе сказать про Сахалин?
«Ну что тебе сказать про Сахалин?» — песня композитора Яна Френкеля на стихи Михаила Танича, созданная в 1965 году.

## История
Ну что тебе сказать про Сахалин?

На острове нормальная погода.

Прибой мою тельняшку просолил

И я живу у самого восхода.

А почта с пересадками летит с материка

До самой дальней гавани Союза,

Где я бросаю камушки с крутого бережка

Далёкого пролива Лаперуза.
В мае—июне 1965 года Михаил Танич и Ян Френкель побывали на Сахалине по путёвке ЦК ВЛКСМ в составе большой группы, в которую входили композиторы, поэты и артисты, а также космонавт Павел Попович. Поездка была приурочена к 40-летию комсомольской организации Сахалинской области. Танич так вспоминал об этом путешествии: «Трудно было ничего не написать после посещения края моряков и пограничников, рыбаков и строителей. У меня появились стихи „Ну что тебе сказать про Сахалин?“, и точно, без изменений, они были переложены на музыку».
В результате этой поездки Михаил Танич и Ян Френкель написали не только «Ну что тебе сказать про Сахалин?», но ещё и вторую песню — «Восемь часов назад». Записи обеих песен появились в сентябрьском номере журнала «Кругозор» за 1965 год.

## Анализ и отзывы
Музыковед Татьяна Журбинская отмечала, что в мелодии песни  Яна Френкеля «Ну что тебе сказать про Сахалин?» одновременно можно найти несколько жанровых разновидностей. С одной стороны, в ней присутствует русская протяжная песня, символ строения которой «можно уловить в движении от вершины-источника с опеванием, подчёркиванием квинты (запев) или терции (припев) лада». С другой стороны, в этой песне проявляются и характерные черты бардовского творчества. По словам Журбинской, «простой ритм, чёткое строение фраз с постоянным устремлением к концу, мерные шаги баса в простенькой аккордовой структуре сопровождения способствуют быстрой доходчивости песни».
Автор и исполнитель песен Юрий Визбор в полемических заметках «Песни делает время», написанных в 1975 году, относил «Ну что тебе сказать про Сахалин?» к популярным один-два сезона «песням-однолеткам», которые, «как верные солдаты, служат свой срок и демобилизуются» — «их уже никто не поёт, но их приятно вспомнить». Тем не менее, песню продолжают исполнять и в XXI веке. Певец и композитор Игорь Николаев, исполнивший песню «Ну что тебе сказать про Сахалин?» на концерте членов жюри конкурса «Новая волна 2010», в своём интервью так рассказывал про неё: «Я ведь родился и вырос на Сахалине, и это была для нас песня номер один. Вдобавок, это единственная действительно всенародная песня, которую в Москве и по всей стране пели и поют про мой родной остров».

## Исполнители
Первой исполнительницей песни «Ну что тебе сказать про Сахалин?» стала певица Нина Дорда. За свою историю песня входила в репертуар многих известных певцов и певиц, таких как Эдуард Хиль, Марк Бернес, Юрий Визбор, Игорь Николаев и Иосиф Кобзон. Отрывок из песни прозвучал в эпизоде «Трудное положение» всесоюзного сатирического киножурнала «Фитиль» (№ 114 за 1971 год), роли в котором исполнили А. Якобсон и Ефим Копелян — этот сюжет был отмечен специальным призом жюри V Всесоюзного кинофестиваля, проходившего в 1972 году в Тбилиси.